# Волконское княжество
Волконское княжество — феодальное образование, существовавшее на территории современной Тульской области (Дубенский район). Центр — г. Волкона.
Согласно родословной росписи князей Волконских, родоначальником был Иван Юрьевич Толстая Голова, четвёртый сын Юрия Тарусского, внук Михаила Всеволодовича Черниговского, а после гибели в Куликовской битве князя Федора Ивановича Тарусского (сына Ивана Толстая Голова) его сыновья Константин, Иван и Федор Конинские перешли жить на Волкону, которая стала центром княжества (XV век).
Согласно новым исследованиям, Юрий тарусский не происходил от Михаила Черниговского и был князем середины XIV века. При этом в Любецком синодике он назван туровским, а Таруса впервые упомянута в 1392 году, а к этому времени историки уже констатируют переход лидирующего положения в Тарусско-Оболенском княжестве к оболенским князьям Константину (уб.1368) и его сыновьям. Фигура Ивана Толстой Головы вызывала сомнения и у Оболенских, и у историков, тем не менее его потомком иногда считается даже сам Константин Оболенский либо наоборот, Фёдор и Мстислав считаются родными братьями Константина по линии Оболенских. По другой версии, участники Куликовской битвы Фёдор (Конинский) и Мстислав (Спажский) были сыновьями Семёна Юрьевича, основателя первого рода Конинских и Спажских, который считается захудавшим в начале XV века.
Около 1470 года Волконское княжество было присоединено к Великому княжеству Московскому и прекратило своё существование.